# Мирко Кујачић
Мирко Кујачић (Нудол, 1901 — Мостар, 1987) био је српски академски сликар. Његов рад карактерише темпераментни широки потез, инсистирање на боји, одушевљење фигуром и изражена индивидуалност.

## Породица и школовање
Мирко Кујачић је рођен 1901. у Нудолу код Никшића на граници Црне Горе и Херцеговине у породици лекара Јована Кујачића. Отац, пореклом из свештеничке породице Кујачића (према предању 7 свештеничких генерација), школовао се у Сремским Карловцима и био ожењен Јулијом Пламенац. Мирков деда, по мајци је сердар Раде Пламенац, прадеда Шале Машанов Вукотић, а прабаба Марија Петровић-Његош. Школовао се у Сремским Карловцима, матурирао је у Другој београдској гимназији. До коначног опредељења за сликарство студирао је технику, филозофију, балет, глуму и вајарство.
Према данашњим критеријумима био је мултимедијални уметник изузетног образовања, свестраног талента и културе. Прво је завршио балетску школу, постао мајстор балета (Министарство просвете под вођством Б. Нушића и Народно позориште расписали су конкурс за образовање младих глумаца и мајстора балета 1921), а затим је почео да ради у Позоришту у Београду. Клаудија Исаченко, једна од многих руских избеглица из тог времена, учитељица у балетској школи и једна од оснивача београдског балета (1919–1921), препознала је његов таленат и заложила се да Кујачић добије неколико улога балетског играча и глумца. Бунтовног духа, незадовољан забавном улогом позоришта, како је говорио, театрално је одбио улогу свештеника, а затим је патетичним тоном написао оставку, где је објавио своје разочарење у храм богиње Талије, који је претворен, како је навео, у вашариште, а глумци у обичне забављаче. Године 1923. требало је да игра једну од главних улога у филмској бурлесци Бранимира Ћосића „Качаци у Топчидеру“, а коју је требало да режирају дадаиста Драган Алексић и футуриста Бошко Токин, али снимање је прекинуто после првог дана, 1. јуна, из финансијских разлога, а више због неповољних политичких прилика.
После оставке почиње да се интересује за ликовну уметност, прво за вајарство у Уметничкој школи у Београду код Томе Росандића (1923), а затим се опредељује за сликарство. Преко министарства просвете добија француску стипендију коју дели са колегом и пријатељем Драганом Бајом Бераковићем. Студира у Паризу (1925-29) као ученик великог француског сликара Андреа Лота. Током студија Кујачић је, да би платио школовање, цртао и копирао у Лувру и продавао копије посетиоцима.

## Предратни период
Предратни сликарски опус везује се за Француску и Београд. У Паризу се дружи са српским уметницима који су тамо боравили: Добровићем, Лубардом, Милуновићем, Аралицом... Ту је схватио шта је сликарство уопште и свој израз проналази у експресивном и снажном доживљавању света.
Повратак (1929) и боравак у Београду усмерава га и на актуелни експресионизам. Издаје и своју мапу графика Рибари (1930) која је настала у току седмомесечног боравка на мору (на острвима Светац и Комижа) међу рибарима и упознаје малог човека и његову снагу вечног борца, а у својим графикама приказује њихов мукотрпни живот и рад. Суделује на изложби Јесењег павиљона, а убрзо представља и своју прву самосталну изложбу.
Постаје родоначелник социјалног сликарства, а 1932. објављује Манифест, први писани програм социјалног сликарства у српској уметности, и на изложби у павиљону „Цвијета Зузорић“ излаже надреалистичке колаже, урамљене радничке цокуле, под називом „Зимски мотив“ и веза лука у раму названа „Корен београдске уметности“. Изложбу је пратио и каталог са Кујачићевим манифестом у коме се јавно изјашњава против владајућег стања у тадашњој ликовној уметности, критикујући између осталог и свој дотадашњи рад. Уметник се на отварању појавио у плавој радничкој кошуљи и пред публиком прочитао свој манифест, проглашавајући борбу против доминантних буржоаских концепција уметности, против чисте уметности, против уздизања уметничке личности, „против традиције”, „вечне лепоте”, „индивидуалистичке мисли”, а за „човечанску мисао”, „поезију напретка”, за колективну уметност правде.  Тиме даје снажан подстрек за афирмацију социјалног сликарства у ликовном животу Београда.
Године 1934. формирана је група „Живот“ у Београду, са Кујачићем као једним од оснивача и главним протагонистом.
У више наврата је поново боравио у Паризу и те посете су утицале на сварање његових сликарских циклуса: "Голоруких", "Замаха", "Образа горштака". То су монументални циклуси револта и отпора. То је драма, патња, бол, борба, револт испружених празних руку и деформисаних тела у грчевитом покрету и незаустављивом замаху. Боја је реска, потез груб, дуг, а преовладавају црвени и плави тонови.
Године 1937, за време једног од боравака у Паризу, на препоруку Боре Баруха, нашао се међу истомишљеницима, под покровитељством Напредне омладине Француске, у „Maison de la culture“, чији је председник био Луј Арагон . На изложбама које је „Maison“ организовала као помоћ шпанској деци жртвама рата, Кујачићје излагао са Пикасом, Матисом, Маринетијем, Прамполинијем итд. Кујачић је, заједно са Барухом, Боднаровом, Шереметом и другим сликарима у то време у Паризу, припадао напредном студентском покрету марксистичке оријентације, што је био разлог за честе нападе париске полиције.
Последњи јавни наступ пред рат Кујачић је имао са групом „Живот“ на „13. јесењој изложби“ 1940. године, после чега је појачана полицијска контрола уперена против комуниста и напредних интелектуалаца, када је ухапшен Ђорђе Андрејевић Кун и после чега то више није било ни безбедно ни могуће да илегалне групе, попут групе „Живот“ организују изложбе или састанке.

## Послератни период
По завршетку Другог светског рата долази у Црну Гору и Мостар где је, од 1951. имао свој атеље. Ствара дела поетског реализма (Канли кула, Портрет оца) али, половином шездесетих експресионистички приказује родни Нудол, његове горштаке и сопствено лице.
Умро је 1987. године, у Мостару, сахрањен у Аранђелову код цркве, у Нудолу. Године 2005. његова супруга Мицика је део слика и графика поклонила Музеју Херцеговине у Требињу, да би се на тај начин одужила завичајном простору свога мужа.